# 965 Angelica
A 965 Angelica (ideiglenes jelöléssel 1921 KT) a Naprendszer kisbolygóövében található aszteroida. Juan Hartmann fedezte fel 1921. november 4-én a La Plata obszervatóriumban.